# Черногуш дългоопашат синигер
Черногуш дългоопашат синигер (Aegithalos concinnus) е вид птица от семейство Aegithalidae. Видът е незастрашен от изчезване.

## Разпространение
Разпространен е в Бутан, Камбоджа, Китай, Хонконг, Индия, Лаос, Мианмар, Непал, Пакистан, Тайван, Тайланд и Виетнам.